# كوزل يالي
كوزل يالي (بالتركية: Güzelyalı)‏ مدينة تقع إدارياً ضمن جنق قلعة في تركيا. تعتمد كوزل يالي للبريد على الرمز البريدي 17060.